# أكسيد البوتاسيوم
أكسيد البوتاسيوم هو مركب أيوني للبوتاسيوم والأكسيجين له الصيغة K2O. هذا الأكسيد الأصفر الشاحب الصلب هو أبسط أكاسيد البوتاسيوم، وهو مركب صعب التواجد وشديد النشاط الكيميائي. تفحص بعض المواد التجارية، كالأسمدة والإسمنت، ليكون نسبة تركيبها مكافئة لـ K2O.

## الإنتاج
ينتج أكسيد البوتاسيوم من تفاعل الأكسجين مع البوتاسيوم؛ كما يحدث في تفاعل بيروكسيد البوتاسيوم K2O2، حيث ينتج أكسيد البوتاسيوم عند معالجته بالبوتاسيوم، كما في المعادلة:
K2O2 + 2 K → 2 K2O
أو يمكن تحضير K2O بسهولة أكبر عن طريق تسخين نترات البوتاسيوم مع البوتاسيوم الفلزي:
2 KNO3 + 10 K → 6 K2O + N2
لا يمكن إزالة الماء من هيدروكسيد البوتاسيوم للحصول على الأكسيد.

## الخواص والتفاعلات
بنية بلورات K2O هي بنية معاكسة لبنية الفلوريت. أي أن مواقع الأيونات والكاتيونات معكوسة بالنسبة لموقعها في CaF2. وأكسيد البوتاسيوم هو أكسيد قلوي ويتفاعل مع الماء بعنف معطياً هيدروكسيد البوتاسيوم الكاوي. وهو مادة متميعة وستمتص الماء من الجو بادئة هذا التفاعل القوي.

## الأسمدة
تستخدم الصيغة الكيميائية K2O في تحديد رقم N-P-K (نيتروجين-فوسفور-بوتاسيوم) في اللصاقات الموجودة على الأسمدة. لا يستخدم K2O كسماد فعلياً بالرغم من أنها الصيغة الصحيحة لأكسيد البوتاسيوم، بل عادة ما يستخدم كلوريد البوتاسيوم أو كبريتات البوتاسيوم أو كربونات البوتاسيوم كمصدر للبوتاسيوم. نسبة K2O الموجودة على اللصاقة تشير فقط إلى مقدار البوتاسيوم في السماد لو أنه كان على شكل أكسيد بوتاسيوم. حيث يشكل البوتاسيوم حوالي 83% من وزن أكسيد البوتاسيوم في حين يشكل 60% من وزن كلوريد البوتاسيوم. لذا فكلوريد البوتاسيوم يحوي بوتاسيوم أقل من كمية مماثلة من أكسيد البوتاسيوم. لذا فإذا كان السماد يحتوي على 30% من وزنه كلوريد بوتاسيوم، فإن رقم البوتاسيوم القياسي اعتماداً على أكسيد البوتاسيوم سيكون 21.7%.